# Naturi Naughton
Naturi Cora Maria Naughton, née le 20 mai 1984 à East Orange, New Jersey, est une chanteuse et actrice afro-américaine. Elle s'est fait connaître en tant que membre du groupe 3LW en 2000. À la suite de son départ du groupe, elle apparaît dans plusieurs productions filmiques telles que : Fame (2009), Notorious BIG (2009), Lottery Ticket (2010) et sera bientôt à l'affiche de Let The Church Say Amen.
Elle a également obtenue des rôles récurrents dans les sériés télévisées : Mad Men, The Playboy Club et en  2012 dans The Client List, basée d'après le téléfilm La Double Vie de Samantha aux côtés de Jennifer Love Hewitt, qui est aussi la productrice de ce projet.
Depuis juin 2014, elle joue le rôle de Tasha St Patrick dans la série Power la femme de James « Ghost » St Patrick joué par Omari Hardwick, un patron de club new-yorkais qui vit une double vie de Baron de la drogue.

## Vie et carrière
Naturi Cora Maria Naughton, née le 20 mai 1984 à East Orange, est la fille de Brenda and Ezra Naughton,. Élevée à East Orange, dans le New Jersey, sa prédisposition à chanter est mise en avant dès l'âge de 5 ans, quand elle rejoint la chorale de son église baptiste. Elle suit les cours de l'école catholique St. Joseph et suit ses études secondaires à l'Immaculate Conception High School, de Montclair. C'est alors qu'elle est remarquée pour son talent. Elle a chanté l'hymne national lors de diverses manifestations dans le New Jersey et a été inscrite à l'Université Seton Hall, une université privée catholique du New Jersey.

## 3LW

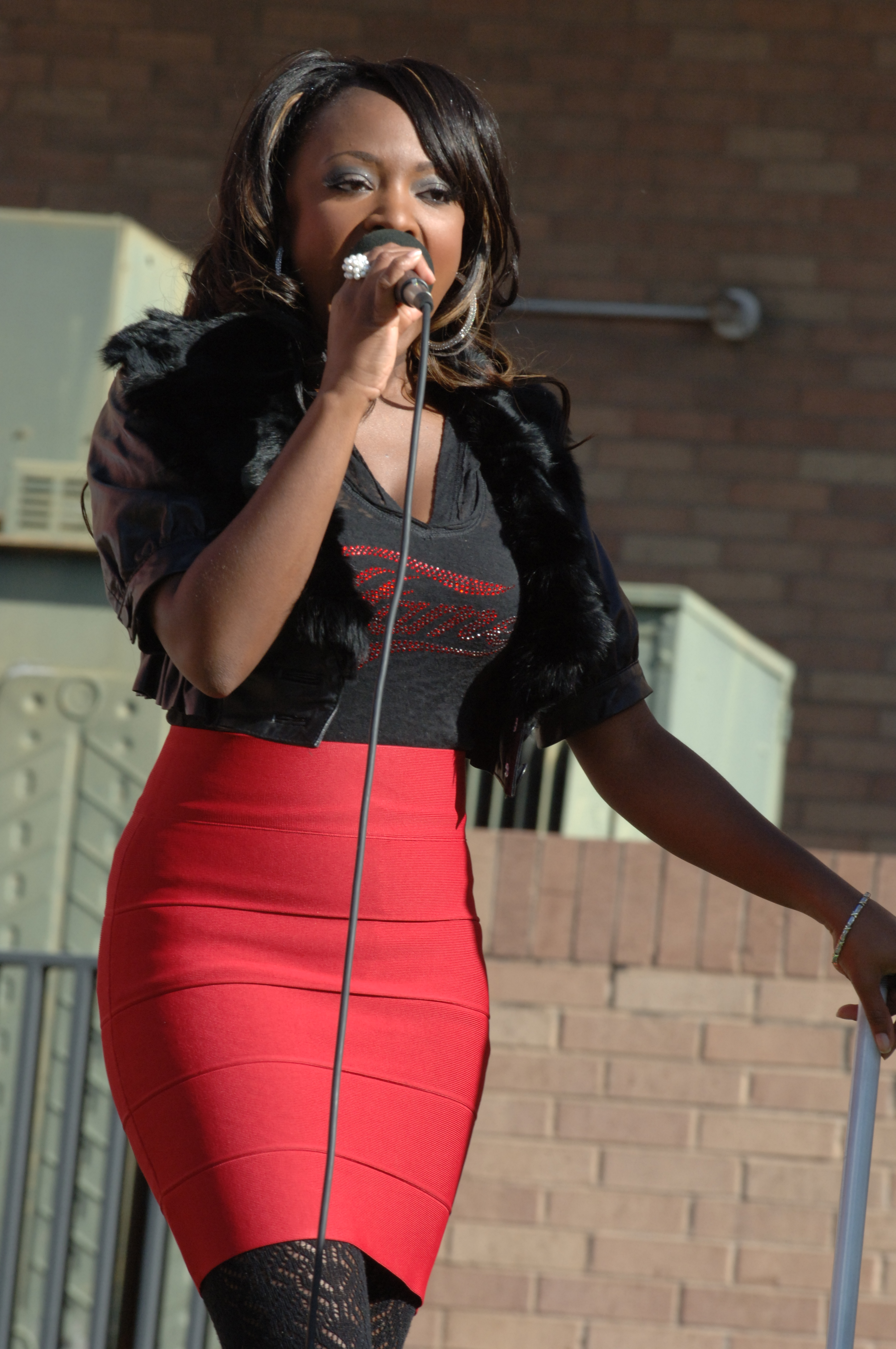
Naturi Naughton

En 1999, à 15 ans, Naughton rejoint Adrienne Bailon et Kiely Williams pour former le groupe 3LW. Leur premier single, No More (Baby I'ma Do Right), sort à l'automne 2000. No More est un succès et est suivi début 2001 par un deuxième single, Play Playas Gon. Le premier album du groupe, 3LW, sort le 5 décembre, 2000. L'album est disque de platine, vendant 1,3 million d'exemplaires aux États-Unis. Pendant l'été 2001, le groupe participe à la tournée Total Request Live de MTV avec Destiny's Child, Dream, Nelly, Eve, et Jessica Simpson.
3LW passe la première moitié de 2002 en studio, travaillant à l'enregistrement d'un album intitulé provisoirement Same Game, Different Rules. L'album et le premier single prévu, Uh Oh, sont présentés au label, qui estime qu'il n'a pas assez d'intérêt pour les radios. Des chansons de Same Game, Different Rules sont divulguées sur Internet en format MP3 et Epic envisage alors de laisser tomber le groupe. Un groupe de fans, nommé « Never Let Go of 3LW » (« Ne laissez jamais tomber 3LW »), fait campagne pour elles, et la maison de disques revient sur sa décision. Afin d'enregistrer de nouvelles chansons, 3LW retourne en studio à la fin de l'été 2002, P. Diddy produisant le single I Do (Wanna Get Close to You), featuring Loon.
En août, le groupe est sur le point de sortir son nouvel album, A Girl Can Mack, quand elle annonce son départ. Elle déclare que les deux autres filles et leur équipe de management l'y ont contrainte et l'ont même abusée. Naughton dit avoir tenté de trouver des arrangements et avoir satisfait aux demandes du groupe pendant des mois, estimant qu'il n'était pas judicieux de quitter le groupe pour quelques disputes. Le point de rupture est atteint en août 2002 lorsque Naughton part après une violente dispute avec Williams, Bailon, et leur manager. Au cours de cette dispute, Williams aurait jeté une assiette pleine de nourriture à Naughton.
Après le départ de Naughton, Bailon et Williams continuèrent à chanter ensemble et tant que duo et sortirent le single Neva Get Enuf, sur lequel ne figure pas la voix de Naughton. Le single ne réussit pas à percer à la radio ou au Billboard Hot 100. Naughton sera remplacée par Jessica Benson, mais le groupe est finalement dissout. En 2005, Bailon et Williams continuèrent leur carrière en tant que membres des Cheetah Girls, un groupe de filles créé par Disney, jusqu'en janvier 2009, où ce groupe a également été dissous.

## Carrière solo
Naughton a collaboré avec les producteurs Full Force sur un premier album solo. Y figurent, entre autres, les chansons suivantes : Real Chicks (featuring Lil' Kim), Stand Up, What You Do et Your Girlfriend.
En septembre 2009, Naturi voit son premier single solo classé dans les charts, il s'agit de sa version de Fame (extrait du film Fame sorti en 2009). Le single est classé dans le Top-40 britannique à la 74e place avant d'atteindre la 43e place deux semaines après sa sortie. Dans sa troisième semaine, la chanson fait un bond de dix places et se retrouve 33e. Le single a également atteint la 48e place dans le classement HOT dance play/songs. Il sera également, no 3 en Finlande, no 4 au Portugal, 14e en Norvège, 24e en Suisse, 26e en Belgique et 37e en Irlande.

## Comédie musicale
De 2005 à 2008, elle interprète le personnage de Little Inez dans la comédie musicale vainqueur d'un Tony Award : Hairspray.

## Carrière cinématographique
Naturi interprète le rôle de la rappeuse Lil' Kim dans le film Notorious, un film biographique sur le défunt Notorious B.I.G.. Le film atteignit la quatrième place du box-office le week-end de sa sortie avec plus de 21 millions de dollars engrangés.
En 2009, Naughton a interprété le rôle de Denise, une pianiste, dans Fame, le remake du film de 1980 et série télévisée musicale Fame. Le film est sorti le 25 septembre 2009 et s'est classé troisième au box-office américain.
Elle est également à l'affiche du film Lottery Ticket de 2010. Elle a joué également le rôle de Tasha (femme de James "Ghost" St Patrick ) dans la série Télévisée Power produite par 50 Cent.
En 2020, elle reprend le rôle de Tasha St. Patrick dans la série Power Book II : Ghost un spin-off de la série Power.

## Filmographie
| Film           | Film                 | Film                     | Film                        |
| Année          | Film                 | Rôle                     | Notes                       |
| -------------- | -------------------- | ------------------------ | --------------------------- |
| 2009           | Notorious            | Lil' Kim                 | Second rôle                 |
| 2009           | Fame                 | Denise                   | Rôle principal              |
| 2010           | Lottery Ticket       | Stacie                   | Rôle principal              |
| 2010           | Four to the Floor    | Zoe                      | Second rôle                 |
| 2013           | Highland Park        | Char                     | Second rôle                 |
| 2017           | Step Sisters         | Aisha                    |                             |
| Télévision     |                      |                          |                             |
| Année          | Film                 | Rôle                     | Notes                       |
| 2001           | Taina                | Ria                      | Invitée, avec 3LW           |
| 2002           | The Nick Cannon Show | Elle-même                | Invitée, avec 3LW           |
| 2002           | All That             | Elle-même                | Invitée à chanter, avec 3LW |
| 2010           | Mad Men              | Toni Childs              | Second rôle                 |
| 2011           | The Playboy Club     | Brenda                   | Rôle principal              |
| 2012           | The Client List      | Kendra                   | Second rôle                 |
| 2014- 2020     | Power                | Tasha                    | Second rôle                 |
| 2020- En cours | Power Book II: Ghost | Tasha                    | Second rôle                 |
| 2021           | Queens               | Jill « Da Thrill » Vilgo |                             |